# Сем Лейк
Сем Лейк (англ. Sam Lake, сценічне ім'я; фін. Sami Järvi, справжнє) *28 березня 1970, Фінляндія) — фінський письменник, відомий своєю участю у створенні відеоігор студії Remedy Entertainment «Max Payne», «Max Payne 2: The Fall of Max Payne» та «Alan Wake». Сем Лейк є добрим другом Петрі Ярвілехто — засновника студії Remedy Entertainment, для якої Лейк працював як сценарист. Пізніше також працював над сценарієм відеогри «Quantum Break» 2016 року виходу.

## Біографія
Самі Ярві народився 28 березня 1970 року в Фінляндії. Закінчив Гельсінський університет, де вивчав англійську мову та літературу.

### Max Payne
Сем Лейк виконував декілька завдань у створенні відеогри «Max Payne». Він написав сюжет гри та сценарій, допомагав розробляти рівні та був моделлю для головного героя — Макса Пейна. Також позував для створення коміксів «Max Payne». Через невеликий бюджет компанія Remedy Entertainment не могла найняти професійних акторів для відіграння ролей персонажів відеогри, тому Сем Лейк як і інші розробники гри мали виконувати цю роль для створення проекту.
У сиквелі «Max Payne 2: The Fall of Max Payne» Сем був повністю заглиблений в створення сценарію. В результаті сценарій вийшов у чотири рази більшим, ніж для деяких фільмів. На той час компанія вже могла собі дозволити найняти акторів; для головного героя роль відігравав професійний актор Тімоті Гіббс. Проте Лейк таки виконав декілька акторських ролей для гри. Ними стали персонажі, які з'являються у телевізійних програмах відеогри «Address Unknown», «Lord Valentine», «Lords and Ladies» та «Dick Justice». Також його обличчя потрапило на рекламні щити на рівнях. Існує неофіційний мод, який підмінює оригінальну текстуру обличчя головного героя «Max Payne 2: The Fall of Max Payne» на обличчя Сема Лейка.
Тематична пісня відеогри «Max Payne 2: The Fall of Max Payne» — «Late Goodbye», створена і виконана фінським гуртом Poets of the Fall, базувалась на вірші Сема Лейка.
Сем Лейк також допомагав у створенні сценарію фільму «Макс Пейн», що вийшов у 2008 році.

### Alan Wake
З 2005 року компанія «Remedy Entertainment» разом з Семом Лейком займалася створенням «Alan Wake», психологічного екшен трилеру. Окрім сценарію, Сем Лейк також виконав невеличку акторську роль. Він сидів разом з Ільккою Віллі (актор, що моделював та грав для головного персонажа Алана Вейка) на шоу, що показувалось в одному з епізодів гри «Alan Wake». Загалом в грі Лейк використовував дуже багато моментів, які б натякали на його попередню роботу — «Max Payne»: наприклад, на декількох сторінках новели протагоніста під назвою «The Sudden Stop», які в грі начитує Джейм МакКеффрі (озвучував протагоніста «Max Payne»). Сам сценарій новели чітко повторює події гри «Max Payne»: головний герой, що підсів на знеболююче, страждає опісля вбивства злочинцями його дружини та дитини.
«Alan Wake» вийшов у травні 2010 для Xbox 360 та у лютому 2012 для Microsoft Windows.
У 2012 році вийшло продовження «Alan Wake's American Nightmare», сценарій якої також створював Сем Лейк.

### Quantum Break
Відеогру презентували 21 травня 2013 із тизер-трейлером для Xbox One. Під час створення «Quantum Break» розробники консультувалися у вченого-викладача, який працював в ЦЕРНі, аби дотримуватися в сценарії поточної теоретичної фізики.
Першочергово відеогра була запланована для виходу у 2014, проте згодом була відкладена до 2015. Після цього реліз відклали до 2016, аби зробити фінальний продукт більш "відполірованим", одночасно не конкуруючи із іншими продуктами Microsoft, які були заплановані на вихід у 2015. Remedy розробила новий ігровий двигун під назвою Northlight Engine, аби створити на ній «Quantum Break».
Відеогра була випущена 5 квітня 2016 для Microsoft Windows та Xbox One.

## Відеоігри та кіно
| Рік  | Назва                              | Режисер | Сценарист | Замітки                         |                                      |
| ---- | ---------------------------------- | ------- | --------- | ------------------------------- | ------------------------------------ |
| 2001 | Max Payne                          | Ні      | Так       | Замітки                         | Відеогра студії Remedy Entertainment |
| 2002 | Max Payne 2: The Fall of Max Payne | Ні      | Так       |                                 |                                      |
| 2008 | Макс Пейн                          | Ні      | Так       | Фільм зрежисований Джоном Муром |                                      |
| 2010 | Alan Wake                          | Ні      | Так       |                                 |                                      |
| 2012 | Alan Wake's American Nightmare     | Так     | Так       | Креативний директор             |                                      |
| 2016 | Quantum Break                      | Так     | Так       |                                 |                                      |
| 2023 | Alan Wake 2                        | Так     | Так       |                                 |                                      |